# Hesdy van Wilgen
Hesdy van Wilgen (21 december 1941 - 22 september 2005) was een Surinaams basketbalspeler en coach. Hij werd uitgeroepen tot Surinaams sporter van het jaar 1959 en Surinaams basketballer van de eeuw.

## Biografie
Hesdy van Wilgen was een neef van de omnitopsportster Ismay van Wilgen. In de jaren 1960 was hij aanvoerder van De Arend in de Hoofdklasse. Hij bracht rust in het team en vervulde zijn rol als spelmaker. In 1969 had hij een belangrijke rol in het behalen van de nationale titel, omdat hij naast speler ook de rol van coach op zich pakte.
Hij maakte als tiener in 1957 deel uit van het Surinaamse basketbalteam tijdens een bezoek aan buurland Guyana. In 1960 speelde hij in het eerste grote toernooi voor Suriname. Dit was in Bologna tijdens kwalificatiewedstrijden voor de Olympische Zomerspelen van 1960. Suriname kwam uit tegen Soedan, Tsjecho-Slowakije, Spanje en Taiwan. In het totaal speelde hij in meer dan vijfenzeventig interlands.
Hij werd uitgeroepen tot Surinaams sporter van het jaar 1959 en Surinaams basketballer van de eeuw.
Op 22 september 2005 kwam hij op 63-jarige leeftijd om het leven tijdens een verkeersongeval. Zijn uitvaartdienst in de Ismay van Wilgen Sporthal werd bijgewoond door president Ronald Venetiaan en de ministers Ivan Fernald en Edwin Wolf.